# Cray XC40
Cray XC40 — массово-параллельный суперкомпьютер компании Cray серии «XC», представленный на рынке в конце сентября 2014 года.
На его основе, в конце 2015 году был построен суперкомпьютер для Метеорологического агентства Великобритании (Met Office). По предварительной оценке суммарная производительность его 480 000 процессоров составит 16 петафлопс.
Cray XC40 - это сверхбыстрый суперкомпьютер, разработанный компанией Cray для решения сложных задач в области науки, инженерии и других областей, требующих больших вычислительных мощностей.
Cray XC40 основан на архитектуре Intel Xeon и имеет мощность до нескольких петафлопс (10^15 операций с плавающей точкой в секунду). Он состоит из модулей, называемых "картами", каждый из которых содержит несколько процессоров и память. Модули объединены в вычислительную сеть, которая позволяет быстро передавать данные между ними.
Cray XC40 использует операционную систему Linux и поддерживает различные программные пакеты, такие как MATLAB, Python и другие, что позволяет пользователям разрабатывать и запускать свои собственные приложения на суперкомпьютере.
Суперкомпьютеры, такие как Cray XC40, используются для решения сложных задач, которые требуют большой вычислительной мощности, таких как моделирование погоды, анализ генома, проектирование новых лекарственных препаратов, исследование космического пространства и т.д. Они также могут использоваться в промышленности для решения задач в области проектирования, инженерии и производства.
Cray XC40 является одним из самых мощных и продвинутых суперкомпьютеров в мире и может справиться с самыми сложными вычислительными задачами.

## Характеристики
Характеристики делают Cray XC40 одним из самых быстрых и мощных суперкомпьютеров в мире, способным обрабатывать огромные объемы данных и решать сложные задачи в различных областях науки, инженерии и промышленности.
- Максимальная производительность: до 480 петафлопс;
- Процессоры: Intel Xeon E5-2600 v3 и v4;
- Тактовая частота: до 2,4 ГГц;
- Объем оперативной памяти: до 7,5 петабайт;
- Технология сети: Aries;
- Устройства хранения данных: диски на жестких дисках и твердотельные накопители;
- Операционная система: Cray Linux Environment (CLE);
- Утилита управления системой: Cray System Management (CSM).